# Protrigonometopus okinawanus
Protrigonometopus okinawanus är en tvåvingeart som beskrevs av Mitsuhiro Sasakawa 1998. Protrigonometopus okinawanus ingår i släktet Protrigonometopus och familjen lövflugor. Inga underarter finns listade i Catalogue of Life.